# Билрот II
Билрот II, гастројејуностомија или делимична гастректомија  је хируршка метода која најчешће индикована код тумора или тешке улкусне болести у дисталном делу желуца.
Постоје многе варијације процедуре, али оне углавном укључују ресекцију оболелог дела дисталног дела желуца и стварање бочне анастомозе резидуалног желуца до јејунума кроз попречни мезоколон. Може се изводити са антеколичном или ретроколном анастомозом.

## Историја
Фон Хакер је био прва особа која се осврнула на Билрот II операцију делимичне гастректомије коју је извео Т Билрот, аустријски хирург, 1874. године, у писму из Билротове клинике 1885. године.

## Варијације
Постоје многе варијације процедуре, али оне углавном укључују ресекцију оболелог дела дисталног дела желуца и бочну анастомозу резидуалног желуца до јејунума кроз попречни мезоколон. Може се изводити са антеколичном или ретроколном анастомозом.
Након операције постоје два дела („руба“) танког црева:
- руб узводно од анастомозе (са дванаестопалачним цревом и   Ватеровом ампулом на његовом пореклу) назван је „аферентног руба“ (понекад „билиопанкреасни руб“)
- део низводно од анастомозе (завршава се на илеоцекалном залистку ), који се понекад назива "еферентни руб" или "руб за храњење"

Процедура у којој се остатак желуца анастомозира на петљу јејунума и креира се додатна јејунојејуностомија позната као Roux-en-Y процедура по Цезару Роуку примењује се почев од 1887. године, иако је Антон Волфер такође извео прву Roux-en-Y процедуру четири године раније 1883. године. Ова гастројејуностомија има другачију конфигурацију од гастројејуностомије Биллротх II. Неки сматрају да је Roux-en-Y   варијација Билрот II процедуре. Биллротх II може бити преведена у Roux-en-Y варијацију, ако је то потребно.

## Компликације
Неке од компликација методе су:
- дампинг синдром,
- гастројејуноколична фистула,
- синдром аферентне петље,
- повећан ризик од аденокарцинома желуца (у периоду од 15 до 20 година након операције).